# Liste der Mühlen am Neffelbach

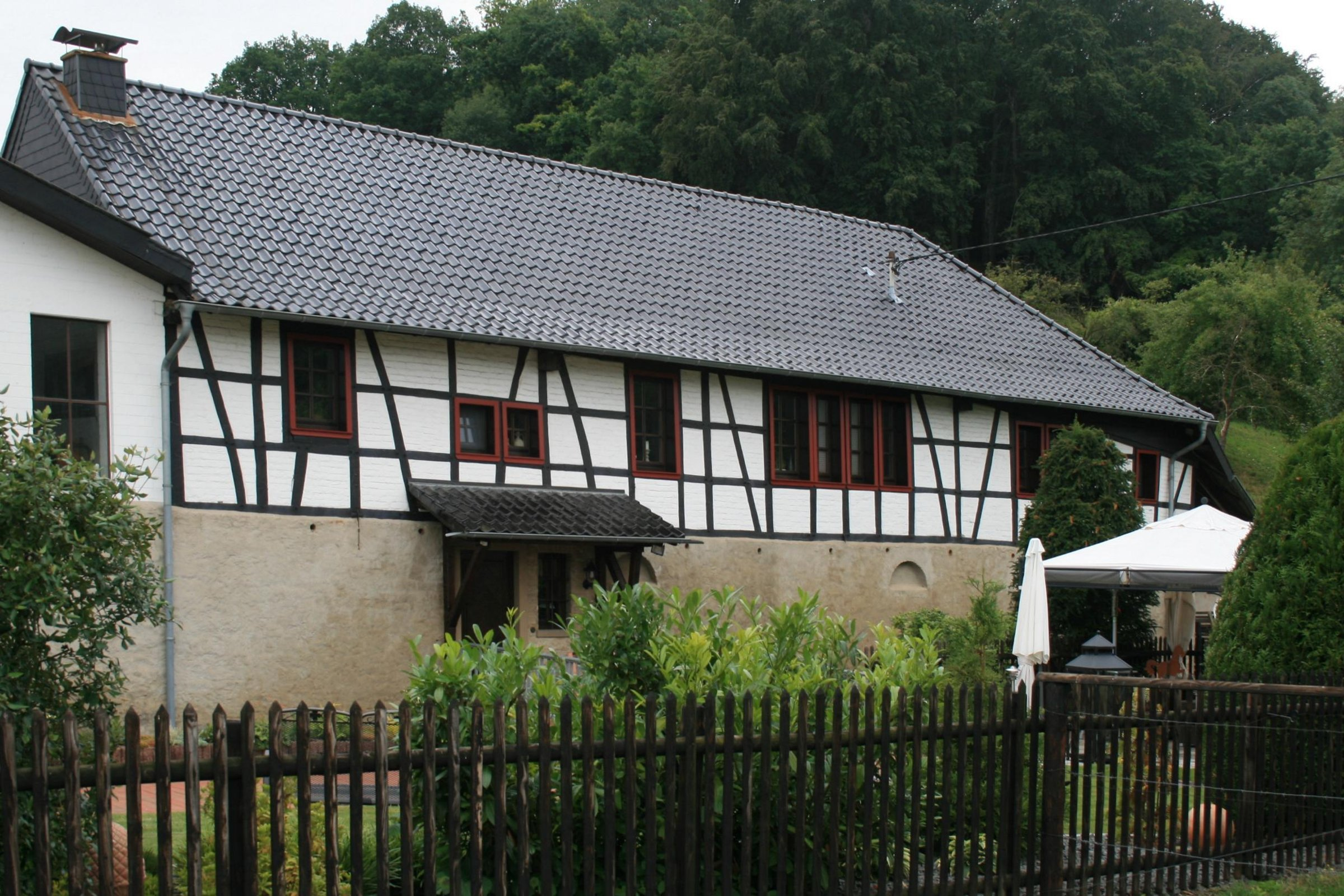
Die Rentmühle

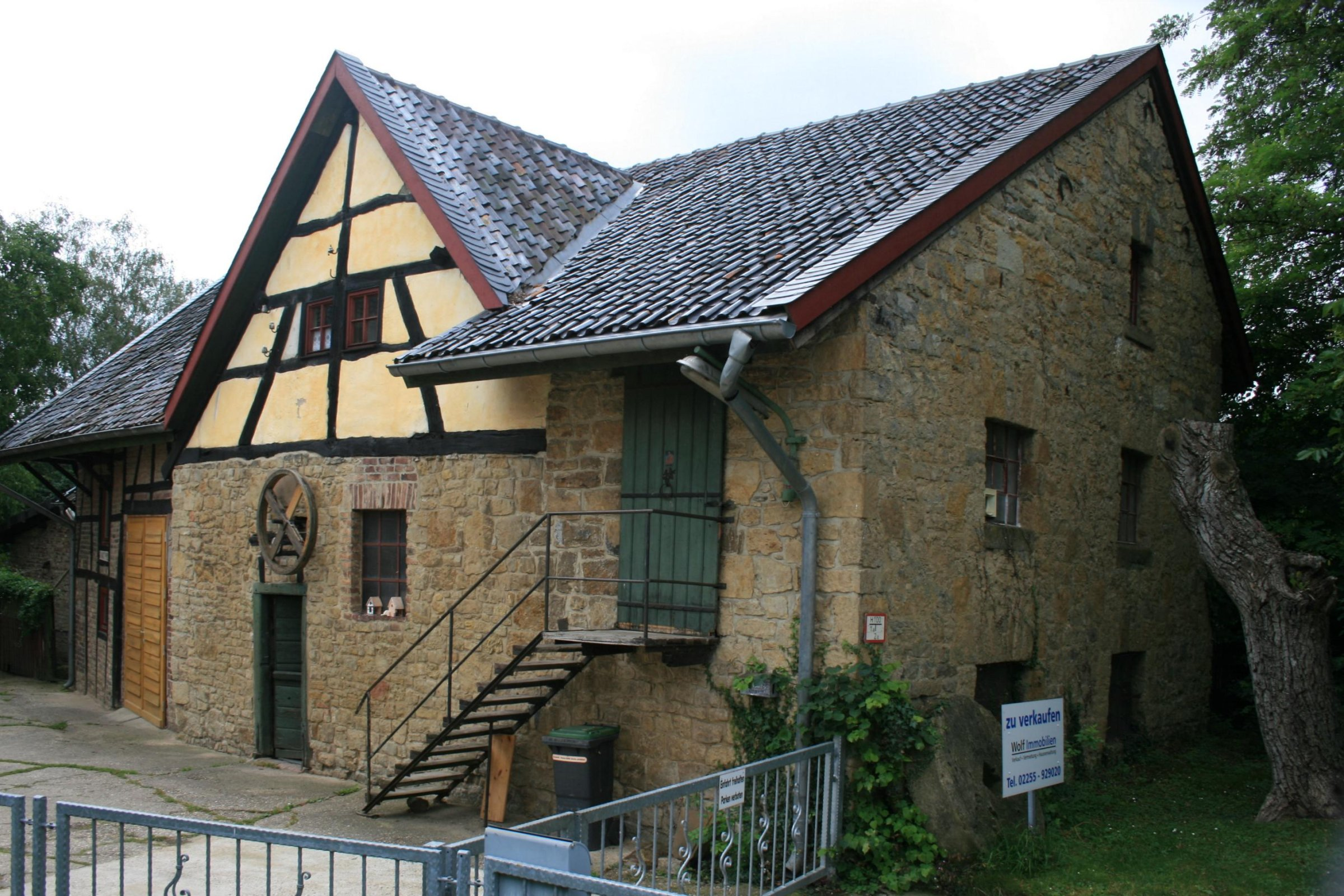
Embkener Mühle

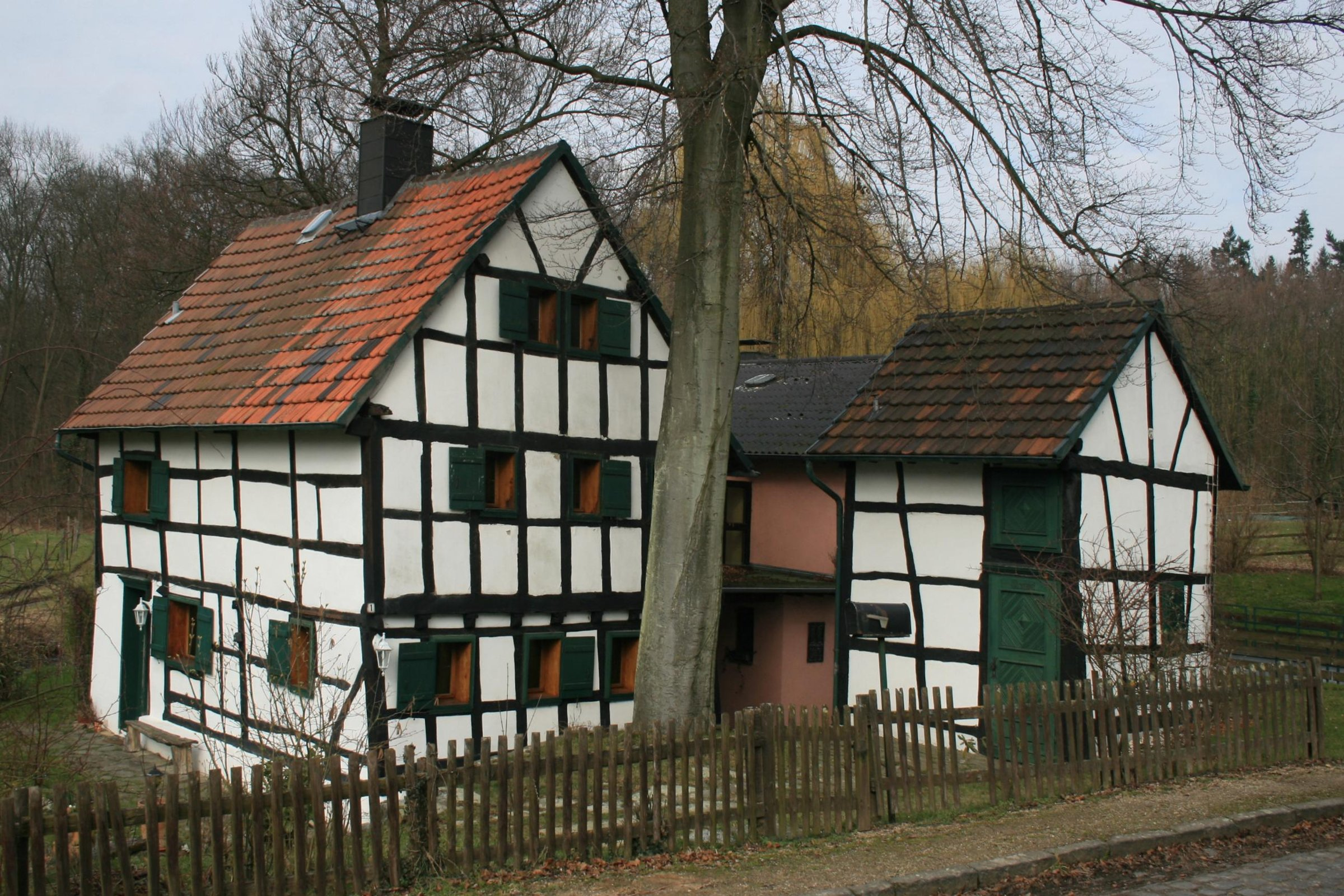
Müddersheimer Mühle

Die Liste der Mühlen am Neffelbach beinhaltet die Mühlen, die am Neffelbach standen oder noch stehen.
Der Neffelbach ist ein 40,3 km langer, orografisch linker Nebenfluss der Erft in der Zülpicher Börde, Nordrhein-Westfalen (Deutschland).
Seit den 1960er Jahren ist keine der folgenden Mühlen mehr im Mahlbetrieb.
In den Mühlenverzeichnissen von 1820 und 1830 sind folgende Mühlen aufgezeigt, beginnend von der Quelle bachabwärts:
1. Gödersheimer Mühle mit zwei Mahlgängen bei Wollersheim
2. Gödersheimer Ölmühle mit einer Ölpresse bei Wollersheim
3. Rentmühle mit zwei Mahlgängen bei Wollersheim
4. Nicksmühle mit einem Mahlgang und einer Ölpresse, Wasserrad heute noch gangbar, bei Embken
5. Küppersmühle (Embken) bei Embken
6. Embkener Mühle bei Embken
7. Cremermühle bei Embken
8. Juntersdorfer Mühle bei Juntersdorf
9. Lösgesmühle bei Füssenich
10. Biessenmühle bei Füssenich
11. Geicher Mühle bei Geich
12. Bessenicher Mühle bei Bessenich
13. Bessenicher Ölmühle
14. Disternicher Mühle mit zwei Mahlgängen bei Disternich
15. Müddersheimer Ölmühle bei Müddersheim
16. Müddersheimer Mühle mit zwei Mahlgängen bei Müddersheim
17. Gladbacher Mühle mit zwei Mahlgängen bei Gladbach
18. Gladbacher Ölmühle mit einer Ölpresse bei Gladbach
19. Rengershausener Mühle mit zwei Mahlgängen und einem Gerstenschälwerk bei Lüxheim
20. Eggersheimer Mühle in Eggersheim
21. Obere Mühle in Nörvenich
22. Untere Mühle (Badenheuer) mit zwei Mahlgängen in Nörvenich
23. Oberbolheimer Mühle mit einer Ölpresse in Alt-Oberbolheim
24. Obere Blatzheimer Mühle[1]
25. Petersmühle in Blatzheim
26. Mühle von Burg Bergerhausen
27. Langenicher Mühle
28. Obermühle (Kerpen)
29. Stiftsmühle in Kerpen
30. Bannmühle in Kerpen

Einige Kerpener Mühlen, nämlich die Bannmühle, die Stiftsmühle und die Langenicher Mühlen existierten schon im 16. Jahrhundert nicht mehr.
Eine Bestandsaufnahme der Fa. Strabag im Auftrag des damaligen Neffelbachverbandes (er war für die Unterhaltung des Bachlaufes im Kreis Düren zuständig), ergab am 15. April 1957 folgende Mühlen:
1. Gödersheimer Mühle, Wollersheim
2. Gödersheimer Ölmühle, Wollersheim
3. Rentmühle, Wollersheim
4. Nick’s Mühle, Embken
5. Ölmühle Henn, Embken
6. Mühle Cremer, Embken
7. Mühle Schumacher, Juntersdorf
8. Lösges Mühle, Füssenich
9. Biesen Mühle, Füssenich
10. Ohligsmühle, Füssenich
11. Mühle Court, Geich
12. Mühle Docter, Bessenich
13. Mühle Porta, Disternich
14. Mühle von Geyr, Müddersheim
15. Dahmens Mühle, Gladbach
16. Mühle Courth, Gladbach
17. Rengershauser Mühle, Lüxheim
18. Eggersheimer Mühle, Eggersheim
19. Obere Mühle, Nörvenich
20. Untere Mühle, Nörvenich
21. Oberbolheimer Mühle, Alt-Oberbolheim